# Руссов, Лука Дмитриевич
Лука́ Дми́триевич Ру́ссов (1882 — после 1921) — русский офицер, герой Первой мировой войны, участник Белого движения на Юге России.

## Биография
Из мещан. Уроженец Бессарабской губернии. Образование получил в Аккерманском городском училище.
В 1905 году окончил Чугуевское пехотное юнкерское училище, откуда выпущен был подпоручиком в Карсский крепостной пехотный полк. 9 июля 1909 года переведен в 155-й пехотный Кубинский полк. Произведен в поручики 6 февраля 1910 года, в штабс-капитаны — 25 декабря 1913 года.
В Первую мировую войну вступил в рядах 155-го пехотного Кубинского полка. Произведен в капитаны 29 ноября 1915 года «за отличия в делах против неприятеля». Пожалован Георгиевским оружием
За то, что в боях 30 июня и 1 июля 1916 года за овладение Губаг-Даги, командуя, в чине капитана, 3-м батальоном названного полка, пользуясь ночной темнотой, бесшумно подошел к сторожевому турецкому охранению, быстро сбив его, приблизился к первой линии окопов противника и, несмотря на сильнейший ружейный и пулеметный огонь, ринулся на него и после штыковой схватки, обратив в бегство, преследовал до самой вершины Губаг-Даги, отнимая, последовательно, один за другим неприятельские окопы; не давая врагу сорганизоваться, гнал его все далее и далее, пока не очистил всей высоты; вслед затем, отбив контр-атаку, немедленно закрепил гору за собой, при этом будучи ранен остался в строю.
31 июля 1916 года произведен в подполковники, а 2 декабря того же года назначен командиром 2-го батальона полка. На 2 июля 1917 года — в том же чине в том же полку.
В Гражданскую войну участвовал в Белом движении. В Вооруженных силах Юга России, 26 июня 1919 года направлен из Тульчи в Новороссийск на корабле «Виолетта». В Русской армии — командир Брестского пехотного полка, полковник. Награждён орденом Св. Николая Чудотворца. На 19 февраля — 28 марта 1921 года — в беженских лагерях в Румынии.
Вернулся в СССР, числится в списке репрессированных по Одесской области. Дальнейшая судьба неизвестна. Был женат.

## Награды
- Орден Святой Анны 3-й ст. с мечами и бантом (ВП 7.06.1915)
- Орден Святой Анны 4-й ст. с надписью «за храбрость» (ВП 26.09.1915)
- Орден Святого Станислава 3-й ст. с мечами и бантом (ВП 26.09.1915)
- Георгиевское оружие (ПАФ 2.07.1917)
- Орден Святителя Николая Чудотворца (Приказ Главнокомандующего № 3651, 16 сентября 1920)